# José Arnaldo Canarinho
José Arnaldo Canarinho é um político brasileiro do estado de Minas Gerais. Foi deputado estadual em Minas Gerais na 12ª e 13ª legislaturas sendo eleito pelo PSDB.

 Também foi vereador suplente do município de Contagem no ano de 2014.
O político também é Réu/Executado em mais de 15 processos, todos no Estado de Minas Gerais.